# HD 28527
HD 28527 là một ngôi sao nằm trong chòm sao Kim Ngưu, và là thành viên của cụm mở Hyades. Có thể nhìn thấy rõ ngôi sao này bằng mắt thường vì nó có cấp sao biểu kiến là 4,78. Từ số liệu thay đổi thị sai 77 có thể xác định được khoảng cách đến ngôi sao này là 402 năm ánh sáng. Nó đang di chuyển ra xa Trái Đất hơn với vận tốc hướng tâm là +38 km/s.
Dựa trên cấp phân loại sao A6 IV bởi Cowley và cộng sự (1969), đây là một ngôi sao gần mức khổng lồ loại A đã sử dụng hết hydro ở lõi và đang phát triển ra khỏi dãy chính. Các nghiên cứu cũ hơn đã phân loại nó là một ngôi sao dãy chính loại A thuộc lớp A7 V. Ở tuổi 307 triệu năm, nó có tốc độ quay cao, hoàn thành một vòng xoay quanh trục hết 1.278 ngày. Nó là một ngôi sao biến quang Delta Scuti có khối lượng gấp 1,75 lần khối lượng của Mặt Trời và gấp 2,2 lần bán kính của Mặt Trời. Ngôi sao tỏa ra ánh sáng nhiều gấp 19 lần độ sáng của Mặt trời từ quang cầu của nó ở nhiệt độ hiệu dụng là 8.274 K.
Do có vị trí gần hoàng đạo nên ngôi sao này chịu sự che khuất thiên thể. Đây đôi lúc (nhưng không chính thức) được coi là bằng chứng cho thấy nó có một thiên thể đồng hành thứ cấp ở gần. Eggleton và Tokovinin (2008) đã xếp loại nó là một hệ sao ba tiềm năng, trong đó cặp bên trong là những ngôi sao tương tự với độ tách góc 0,02, còn thành phần bên ngoài là một ngôi sao có cấp sao biểu kiến 6,7 thuộc lớp F2 với độ tách góc rộng hơn 250.